# Juan Garriga

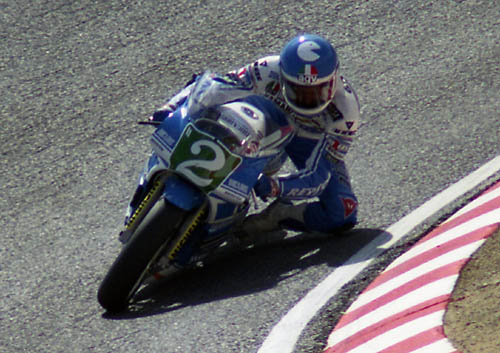
Garriga på Yamaha 250cc vid Japans Grand Prix 1989.

Juan Garriga Vilaresau (katalanska: Joan Garriga Vilaresau), född 29 mars 1963 i Barcelona, död 27 augusti 2015 i Barcelona, var en spansk roadracingförare aktiv i VM från 1984 till 1993.

## Roadracingkarriär
Garriga nådde sina största framgångar i 250GP, där han slutade tvåa i roadracing-VM 1988 bakom Sito Pons, efter tre segrar. Garriga körde även i 500GP och Superbike. Han avled 27 augusti 2015 i sviterna av en trafikolycka som inträffat några dagar tidigare.

## Segrar 250GP
| Nr | Grand Prix      | År   |
| -- | --------------- | ---- |
| 1  | Expo 92         | 1988 |
| 2  | Holland         | 1988 |
| 3  | Tjeckoslovakien | 1988 |